# Утерзум
Утерзум (нім. Utersum) — громада в Німеччині, розташована в землі Шлезвіг-Гольштейн, на західному узбережжі острова Фер. Входить до складу району Північна Фризія. Складова частина об'єднання громад Фер-Амрум.
Площа — 5,26 км2. Населення становить 406 ос. (станом на 31 грудня 2020).

## Галерея

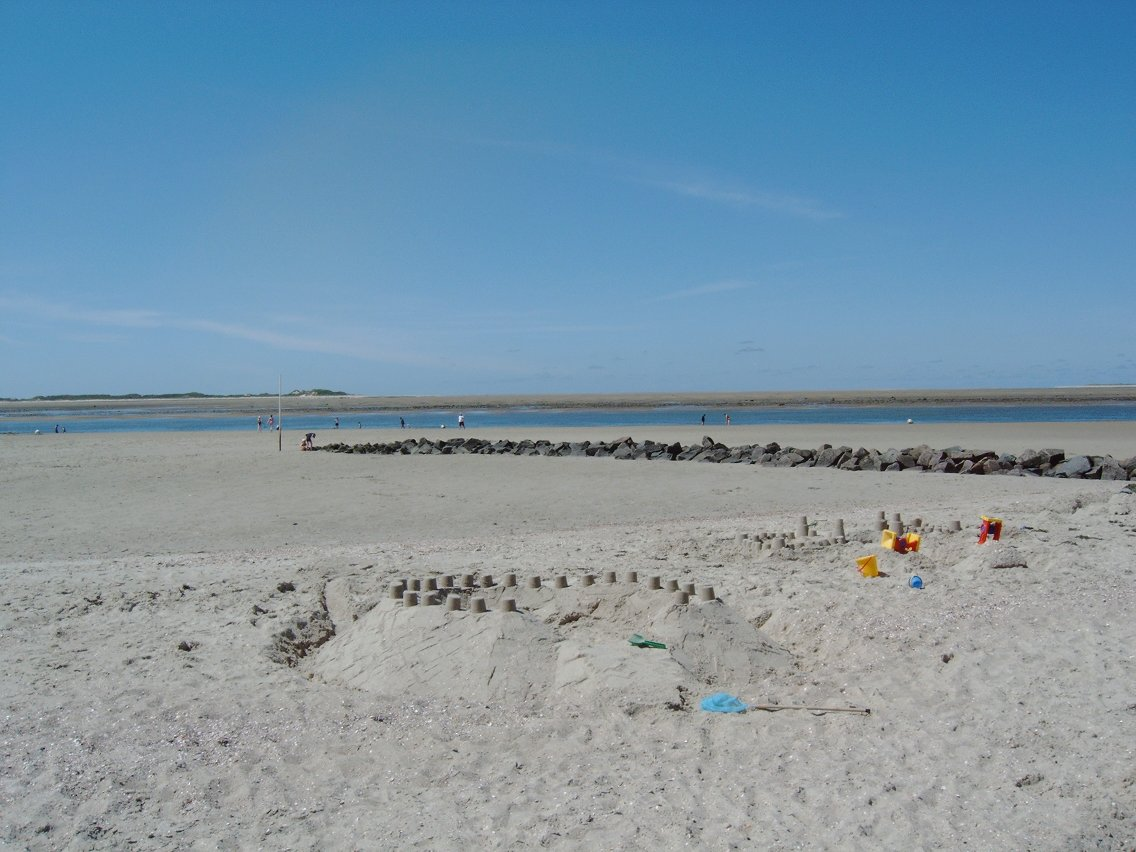
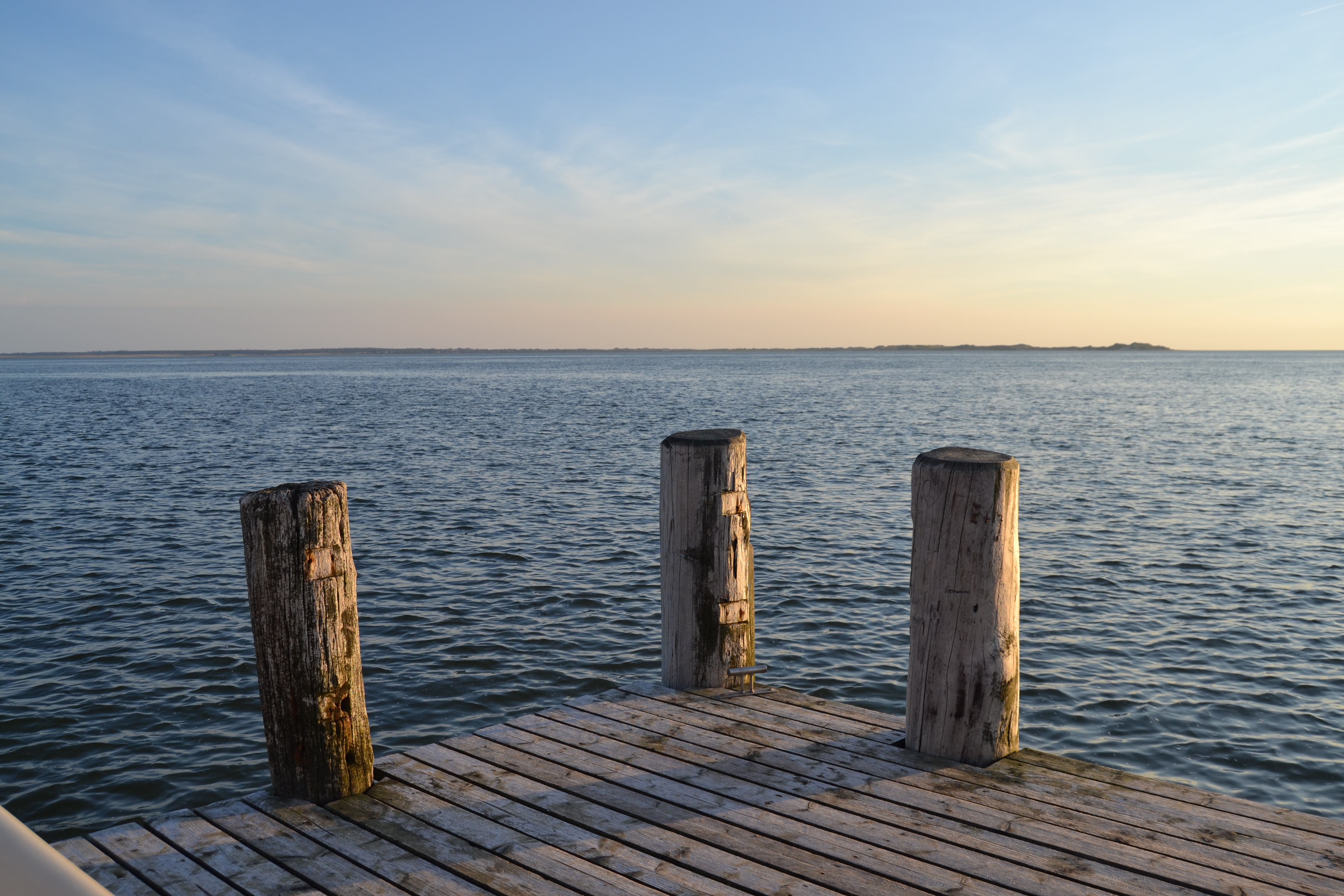